# Sotheby's
Sotheby's er et amerikansk-britisk auktionshus, der blev grundlagt i London i 1744 og er blandt verdens ældste. Internationalt er Sotheby's førende indenfor handel med kunst og antikviteter. I 2008 omsatte virksomheden for 691,6 mio. dollar (2008) og beksæftigede 1.638 ansatte.
I 1965 købte Sotheby's det amerikanske auktionshus Parke-Bernet i New York og har siden haft domicil både i New York og London. Desuden findes afdelinger i flere lande, bl.a. Danmark. Siden 1981 har Sotheby's haft en afdeling i København, ledet af kunstkonsulent Nina Wedellsborg. Kontoret i Danmark beskæftiger sig med samtidskunst. Fra 2000 har firmaet tilbudt auktioner via internettet.